# Edith Hrovat
Edith Hrovat –nombre de casada, Edith Kloibhofer– (15 de enero de 1956) es una deportista austríaca que compitió en judo.
Ganó dos medallas en el Campeonato Mundial de Judo, en los años 1980 y 1984, y trece medallas en el Campeonato Europeo de Judo entre los años 1975 y 1987.

## Palmarés internacional
| Campeonato Mundial | Campeonato Mundial          | Campeonato Mundial | Campeonato Mundial |
| Año                | Lugar                       | Medalla            | Categoría          |
| ------------------ | --------------------------- | ------------------ | ------------------ |
| 1980               | Nueva York (Estados Unidos) | Medalla de oro     | –52 kg             |
| 1984               | Viena (Austria)             | Medalla de plata   | –52 kg             |
| Campeonato Europeo |                             |                    |                    |
| Año                | Lugar                       | Medalla            | Categoría          |
| 1975               | Múnich (RFA)                | Medalla de oro     | –48 kg             |
| 1976               | Viena (Austria)             | Medalla de oro     | –52 kg             |
| 1977               | Arlon (Bélgica)             | Medalla de oro     | –52 kg             |
| 1978               | Colonia (RFA)               | Medalla de oro     | –52 kg             |
| 1979               | Kerkrade (Países Bajos)     | Medalla de oro     | –52 kg             |
| 1980               | Údine (Italia)              | Medalla de bronce  | –52 kg             |
| 1981               | Madrid (España)             | Medalla de oro     | –52 kg             |
| 1982               | Oslo (Noruega)              | Medalla de oro     | –52 kg             |
| 1983               | Génova (Italia)             | Medalla de bronce  | –52 kg             |
| 1984               | Pirmasens (RFA)             | Medalla de oro     | –52 kg             |
| 1985               | Landskrona (Suecia)         | Medalla de bronce  | –52 kg             |
| 1986               | Londres (Reino Unido)       | Medalla de plata   | –52 kg             |
| 1987               | París (Francia)             | Medalla de plata   | –52 kg             |